# Macaúbas
Macaúbas é um município brasileiro no interior do estado da Bahia, Região Nordeste do país. Situa-se na microrregião de Boquira e mesorregião do Centro-Sul Baiano localizando-se a uma distância de 624 quilômetros (via BA 156, BR 349, BA 245, BA 152, BR 242, BR 116 e BR 324) a oeste da capital estadual, Salvador. Sua população, segundo estimativa de 2024 do IBGE, era de 43 725 habitantes, sendo o 47º município mais populoso do estado. O município é integrante do polo da microrregião da qual faz parte, estabelecendo influência comercial e de infraestrutura para uma área de aproximadamente duzentos mil habitantes.
A região de Macaúbas foi colonizada em meados do século XVIII e originalmente era habitada por vários povos indígenas. Durante anos, fez parte do território de Paratinga até que, em 1832, Macaúbas foi emancipada à vila. A sede do município possui uma temperatura média anual de 23,6 graus centígrados. Localizado na transição entre o cerrado, caatinga e chapada, com clima semiárido, Macaúbas é rodeada por serras, morros e fontes. O município é servido pela rodovia estadual BA-156, que a liga para várias cidades baianas, como Boquira, Caturama, Paramirim e Oliveira dos Brejinhos.

## História
Os primeiros habitantes do território macaubense eram indígenas, de etnia ainda questionada: alguns estudos afirmam que eram os tupinaés, enquanto outras pesquisas determinam que o local foi povoado por tuxás, provenientes de espaços ribeirinhos do Rio São Francisco. A Enciclopédia dos Municípios Brasileiros diz que, quando se iniciou a colonização de Macaúbas, ali existia uma taba de índios tuxás.
A primeira penetração do território do município deu-se com a expedição de Belchior Dias Moreia, que, entre 1595 (ou 1596) e 1604, percorreu os sertões de Sergipe e da Bahia, inclusive chegando às nascentes do Rio Paramirim. O historiador Basílio de Magalhães afirmou que Belchior chegou a uma aldeia indígena de nome Tubajaras, que provavelmente é hoje Macaúbas.
Na segunda metade do século XVII, Antônio Guedes de Brito criou seu grande latifúndio, a Casa da Ponte, dominando da região de Morro do Chapéu até o Norte de Minas. O latifúndio era dividido em fazendas, alugadas àqueles que queriam usar a terra. As fazendas mais destacadas do atual município eram as de Catolés, Contendas, Algodões, Saco da Errada, São José, São Joaquim, Santa Apolônia, Tamboril, Queimadas, Jurema, Lagoa Clara, Cambaitó, Pé da Serra, Curralinho e Quebra-Focinhos.
A colonização do território macaubense ocorreu em meados do século XVIII, quando desbravadores, vindos em três frentes – uma vinda do Rio São Francisco, outra que seguia pelo Rio Paramirim e outra vinda do sul, da Serra Geral –, chegaram à região, à procura de ouro, mas acabaram se fixando por causa dos solos férteis, clima bom e água farta. Os colonizadores adquiriram sesmarias e também fazendas dos associados da Casa da Ponte.
No século XVIII, edificou-se, na região do bairro macaubense do Coité, uma capela em louvor a Nossa Senhora da Conceição, dentro da Fazenda dos Catolés, pertencente à Casa da Ponte.
Na década de 1810, surgia o Arraial de Lagoa Clara, provavelmente o povoado mais antigo do município.
Em 1819, o fazendeiro Inácio Alves da Silva comprou a Fazenda dos Catolés por 360 mil réis. Em agosto de 1826, este fazendeiro cedeu um terreno para a edificação de uma igreja maior em louvor a Nossa Senhora da Conceição, para substituir a antiga capela do Coité. Aberta a nova igreja, ao seu redor surgiram residências, originando o Arraial do Coité (hoje a sede de Macaúbas). Estando situado entre serras, o Arraial se desenvolveu aos poucos, por causa do comércio.
O processo de emancipação de Macaúbas, então pertencente à vila de Santo Antônio do Urubu de Cima (atual Paratinga), começou por um conflito do poder público nessa entidade administrativa. Entre 1822 e 1823, os moradores da Vila do Urubu produziram um ofício, solicitando um novo ouvidor, por não confiarem em quem estava exercendo a função. Francisco Pires de Almeida Freitas era o responsável pelo cargo àquela altura e a desconfiança da população se dava pelo fato de Freitas ter solicitado ao ministro do império a mudança da Justiça e Cartório de Urubu para o local do futuro Arraial do Coité, tendo como justificativa as febres ribeirinhas ocorridas em Urubu e a inundação do cartório pelas águas do Rio São Francisco. No entanto, em 10 de abril de 1823, a representação dos moradores da vila, por meio de sete documentos, se posicionou contra a decisão do ouvidor. Não adiantou: a portaria de 17 de dezembro de 1823 determinou a mudança da Justiça e Cartórios para o sítio de Macaúbas. A partir de 1823, o futuro local do Arraial passou a sediar os poderes públicos e ter cartório e juizado próprio. Sendo assim, todos os territórios que faziam parte da vila de Urubu, como Urubu, Bom Jesus da Lapa e Bom Jardim, passaram a prestar contas na nova sede da Comarca.
Por meio de Decreto Imperial de 6 de julho de 1832, o Arraial do Coité foi emancipado de Urubu e elevado à categoria de vila, com o nome Macaúbas, o qual se deve à abundância da palmeira macaúba, hoje em extinção no município. Com isso, a sede da Justiça e Cartório de Urubu teve sua mudança revista e foi novamente transferida para Urubu, quando foi fundada a Comarca do Urubu.
O início do funcionamento de Macaúbas como vila ocorreu com a sua instalação, em 23 de setembro de 1833, em cerimônia na casa do primeiro presidente da Câmara Municipal, Plácido de Souza Fagundes. Com o crescimento do povoado e a necessidade de uma paróquia para a realização de eleições, funcionamento do registro civil e a criação de escolas, a capela de Nossa Senhora da Conceição passou a ser a Freguesia e Paróquia de Nossa Senhora da Imaculada Conceição de Macaúbas, promovida pela Lei provincial nº 124, de 19 de maio de 1840, mesma lei que desmembrou a Vila do Monte Alto de Macaúbas, resultando em grande perda territorial. Foi primeiro vigário da Paróquia o Padre José Florêncio da Silva Pereira.
Na época, a vila, assim como outras regiões sertanejas, teve que lidar com o aumento da criminalidade e da escassez de recursos. Em 1860, ocorreu uma das piores secas no Sertão da Bahia, provocando a migração intensa de grande parte da população. Em Macaúbas, 225 pessoas morreram de fome. Outras secas, de menor impacto, aconteceram em anos e décadas seguintes.
Em 1878, ocorreu um episódio marcante na história de Macaúbas. As disputas entre Porfírio Brandão e a Família Seixas levaram à invasão da vila, episódio que teve grande repercussão e que, inclusive, foi objeto de crônica do famoso escritor Machado de Assis. Dez anos depois, em 1888, a escravidão no Brasil foi abolida pela Lei Áurea. Em Macaúbas, ela nunca fora dominante, pelo fato de grande parte da população não possuir dinheiro para a compra de escravos, e, com a abolição, ergueu-se o Cruzeiro da Liberdade.
Em 1889, ocorreu a Proclamação da República. Foi o primeiro intendente de Macaúbas o Cônego Firmino Soares, tio de Vital Soares, nomeado pelo Governo Estadual em exercício após a proclamação. Firmino ficou na intendência por poucos meses, até renunciar, assumindo em seu lugar Porfírio Brandão.
Entre a primeira metade da década de 1920 e o final da década de 1940, governou Macaúbas o Coronel Francisco Borges de Figueiredo Filho, conhecido como Francisquinho Borges, rival de José Queirós de Matos, irmão de Horácio de Matos. Houve lutas armadas entre Francisco e José, a ponto de que, em 1923, não foi comemorada Semana Santa em Macaúbas, por causa dos conflitos.
Pela lei estadual nº 1761, de 10 de junho de 1925, a vila foi elevada à categoria de cidade e distrito-sede municipal. Em 1962, os distritos de Botuporã, Caturama e Tanque Novo (os dois últimos hoje já emancipados) foram desmembrados para formar o novo município de Botuporã e, no mesmo ano, foi criado o município de Boquira, a partir dos distritos macaubenses de Boquira e Bucuituba. A partir daí, o município de Macaúbas é constituído de três distritos: Macaúbas (sede), Canatiba e Lagoa Clara.

## Geografia

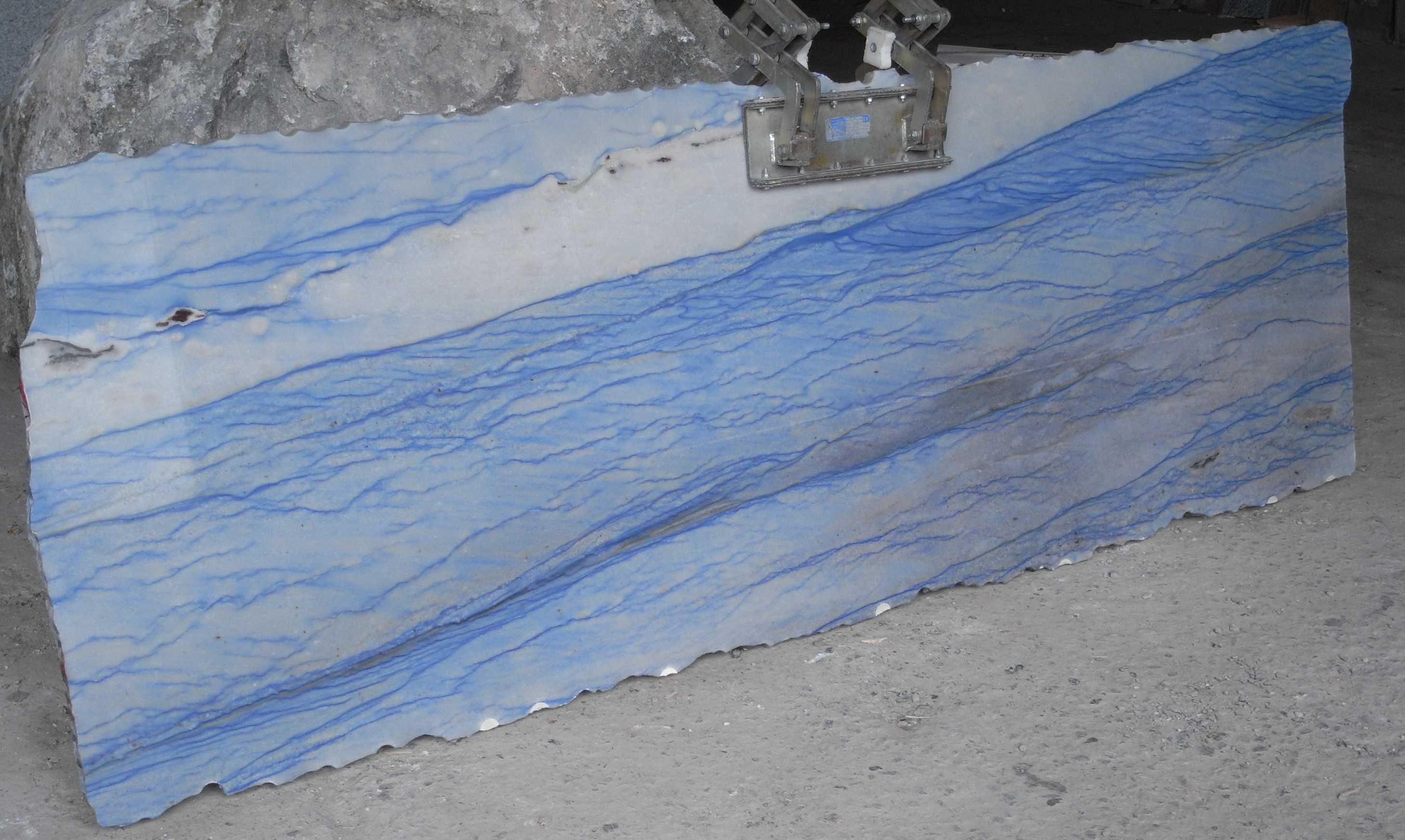
O Azul Macaúbas, quartzo encontrado na cidade

O município de Macaúbas está situado na microrregião de Boquira e mesorregião do Centro-Sul Baiano, na chamada Zona Fisiográfica da Serra Geral, Chapada Diamantina Meridional. Faz limites com os municípios de Paratinga, Boquira e Ibipitanga ao norte, com Botuporã, Tanque Novo e Igaporã ao sul, com Rio do Pires a leste e a oeste com Riacho de Santana. É distante 624 quilômetros de Salvador, capital estadual, e 864 km de Brasília, capital federal. Ocupa uma área de 2 459,102 km².
O relevo do município, com altitude máxima de setecentos metros, é constituído por Serras Setentrionais do Planalto do Espinhaço, superfícies dos Gerais do Planalto Espinhaço, além de Pediplano Sertanejo, característico da região de semiárido baiano e de Depressão Sertaneja-São Francisco. Em Macaúbas está a única jazida do mundo pela qual pode-se encontrar um raro quartzito chamado "azul Macaúbas", em razão de sua tonalidade.  Geomorfologicamente, predominam formas de depósitos aluvionares e coluvionares.
A cobertura vegetal de Macaúbas é formada pela caatinga xerófila, típica do sertão nordestino, com predominância de com a predominância de cactáceas. Entre as espécies mais encontradas estão a peroba, pau d'arco, quina, perobinha-do-campo, contra-erva e umburana. O município faz parte da região hidrográfica do São Francisco. O abastecimento de água é feito pelo Serviço Autônomo de Água e Esgoto (SAAE), da prefeitura da cidade, atuante desde 1977. A Capitania Fluvial do São Francisco abrange o território, administrado pela Agência Fluvial de Bom Jesus da Lapa.
O clima macaubense é caracterizado, segundo o IBGE, como tropical com estação seca (tipo Aw segundo Köppen), com temperatura média anual de 23,6 °C e pluviosidade média de 785 mm/ano, concentrados entre os meses de novembro e março, sendo dezembro o mês de maior precipitação (153 mm). O mês mais quente, outubro, tem temperatura média de 25,6 °C, sendo a média máxima de 32,4 °C e a mínima de 18,8 °C. E o mês mais frio, julho, de 21,8 °C, sendo 29,12 °C e 14,6 °C as médias máxima e mínima, respectivamente. Outono e primavera são estações de transição. Macaúbas faz parte do polígono das secas desde a criação do decreto-lei que delimitou a região em 1936.

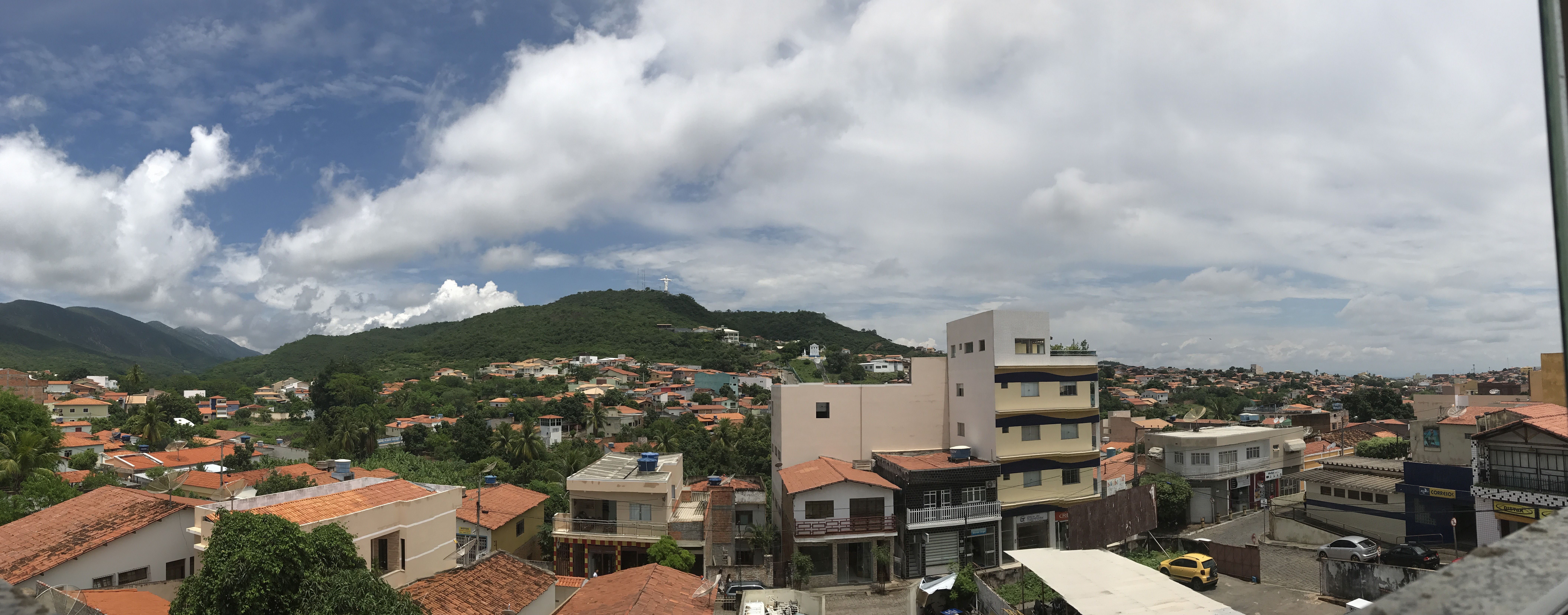
Cristo no morro da Coruja

## Demografia
A população de Macaúbas no censo demográfico de 2010 era de 47 051 habitantes, sendo o quadragésimo oitavo município mais populoso da Bahia, apresentando uma densidade populacional de 15,71 hab./km².  Desse total, 15 411 habitantes viviam na zona urbana (32,75%) e 31 640 na zona rural (67,24%). Ao mesmo tempo, 23 541 eram do sexo masculino (50,03%) e 23 510 do sexo feminino (49,97%), tendo uma razão de sexo de 99,6. Quanto à faixa etária, 18 544 habitantes tinham menos de 15 anos (29,1%), 39 303 entre 15 e 59 anos (61,8%) e 5 633 possuíam 65 anos ou mais (8,86%).
Segundo o Censo de 2010, a população era formada por 24 168 pardos (55,22%), 16 381 brancos (37,43%),  2 797 pretos (6,39%), 360 amarelos (0,82%) e 63 indígenas (0,14%). A base da formação do povo macaubense foi a forte miscigenação entre o branco descendente de portugueses e a mulher indígena "pega no laço", com pouco papel do escravo africano, pois a grande maioria da população macaubense não tinha condições de comprar escravos.
Levando-se em conta a nacionalidade da população residente durante o censo realizado em 2010, todos os habitantes eram brasileiros natos. Em relação à região de nascimento, 45 871 eram nascidos na Região Nordeste (97,49%), 1037 no Sudeste (2,20%), 80 no Sul (0,17%), 10 no Norte (0,02%) e 6 no Centro-Oeste (0,01%), além de 48 sem especificação (0,10%). 45 758 habitantes eram naturais da Bahia (97,25%). Entre os naturais de outras unidades da federação, havia 928 paulistas (1,97%), 80 paranaenses (0,17%), 74 mineiros (0,17%), 44 paraibanos (0,09%), 34 fluminenses (0,07%), 21 cearenses (0,04%), 16 alagoanos (0,03%), 12 pernambucanos (0,02%), 12 sergipanos (0,02%), 10 amazonenses (0,02%), 9 potiguares (0,02%) e 6 brasilienses (0,01%).
O Índice de Desenvolvimento Humano (IDH-M) do município é considerado médio, de acordo com dados do Programa das Nações Unidas para o Desenvolvimento. Segundo dados do relatório de 2010, divulgado em 2013, seu valor era de 0,609, sendo o 124.º da Bahia (PNUD) e o 3 927 º do Brasil. Considerando-se apenas o índice de longevidade, seu valor é de 0,791, o valor do índice de renda é de 0,557 e o de educação é de 0,513. No período de 2000 a 2010, o índice de Gini reduziu de 0,64 para 0,55 e a proporção de pessoas com renda domiciliar per capita de até R$ 140 passou de 67,51% para 44,17%. Em 2010, 28,96% da população vivia acima da linha de pobreza, 44,17% entre as linhas de indigência e de pobreza e 26,87% abaixo da linha de indigência. Em 2010, 54,8% da população era economicamente ativa e ocupada.

### Religião

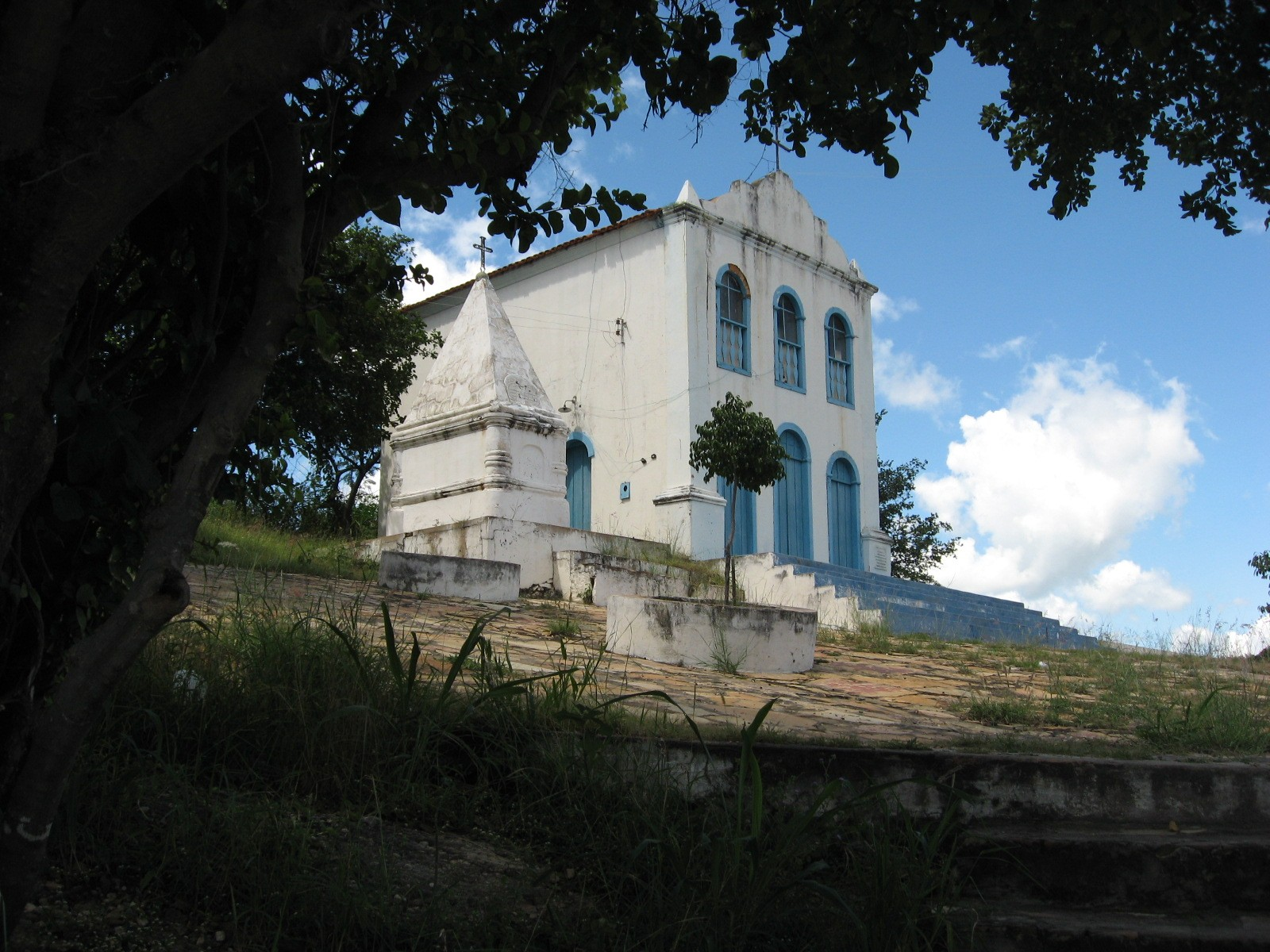
Capelinha Senhor do Bonfim

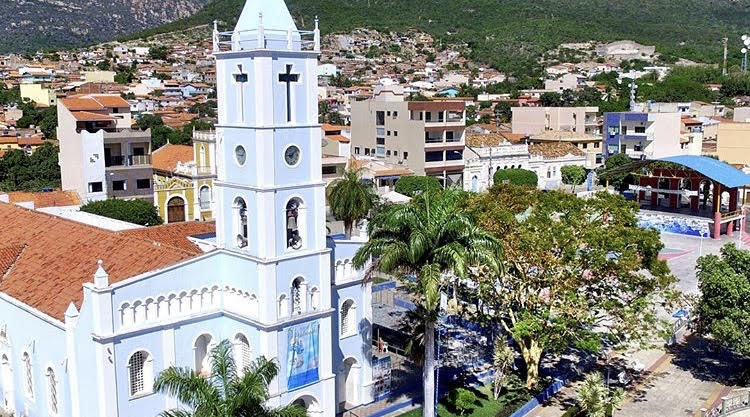
Igreja Nsª Imaculada Conceição

Conforme divisão oficial da Igreja Católica, Macaúbas está inserida na Diocese de Caetité. A paróquia de Nossa Senhora da Imaculada Conceição de Macaúbas, criada em 1840, possui como padroeira Nossa Senhora da Imaculada Conceição. A primeira capela deste título mariano em Macaúbas foi erguida no século XVIII no atual bairro do Coité. Na segunda metade da década de 1820, ergueu-se a Igreja deste título de Maria no local atual, em terreno cedido por Inácio Alves da Silva em agosto de 1826. Em 1862, a paróquia foi reformada e expandida e, no século seguinte, em 1956, sofreu novas modificações. No censo de 2010, o catolicismo romano era a religião da imensa maioria da população, com 44 804 adeptos, ou 95,22% dos habitantes.
Macaúbas também possui alguns credos protestantes ou reformados. Em 2010, 1 754 habitantes se declararam evangélicos (3,73%), sendo que 1 248 pertenciam às evangélicas de origem pentecostal (2,65%) e 323 às evangélicas de missão (0,69%). Das igrejas evangélicas pentecostais, 623 pertenciam à Assembleia de Deus (1,32%), 202 à Igreja Universal do Reino de Deus (0,44%), 164 à Igreja Pentecostal Deus É Amor (0,35%), 108 à Congregação Cristã do Brasil (0,23%) e 33 à Igreja Casa da Bênção (0,07%). Em relação às evangélicas de missão, 162 eram batistas (0,34%) e 161 adventistas (0,34%). Além do catolicismo romano e do protestantismo, também existiam 163 umbandistas (0,35%). Outros 239 não tinham religião (0,51%).

## Política
O poder executivo do município de Macaúbas é representado pelo prefeito, auxiliado pelo seu gabinete de secretários, em conformidade ao modelo proposto pela Constituição Federal. Ele é eleito pelo voto direto para um mandato de quatro anos, podendo ser reeleito para um segundo mandato consecutivo. O atual prefeito de Macaúbas é Aloísio Miguel Rebonato (UNIÃO), eleito nas Eleições municipais de 2020 com 47,60% dos votos válidos, tendo como vice-prefeito Valdinei dos Santos Moia.
O poder legislativo é constituído pela câmara municipal, formada por onze vereadores eleitos para mandatos de quatro anos, conforme a gestão mais recente, iniciada em 2017. Cabe à casa elaborar e votar leis fundamentais à administração e ao executivo, especialmente o orçamento municipal (conhecido como Lei de Diretrizes Orçamentárias). Macaúbas se rege pela sua lei orgânica, e abriga uma comarca do poder judiciário estadual. De acordo com o Tribunal Superior Eleitoral, Macaúbas possuía, em março de 2017, 34 188 eleitores, o que representa 0,323% do eleitorado da Bahia.

## Subdivisões
Macaúbas era parte do território de Paratinga, do qual se emancipou, em 1832. Quando elevado à município, em 1925, a cidade era formada por vários distritos. Macaúbas, Bom Sucesso, Lagoa Clara, Santa Rita e São Sebastião eram as regiões definidas em 1933. Dez anos depois, surgiram Boquira e Botuporã. Após várias mudanças e emancipações, a divisão do IBGE de 2016 considera a existência de quatro distritos: Macaúbas (sede), Canatiba, Cristais e Lagoa Clara.
Em 2014, Macaúbas possuía catorze bairros oficializados, os quais são: Aloísio Brandão, Alto da Santa Cruz, Alto de Alexandrino, Alto do Bonfim, Alto do Cruzeiro, Alto do Tanque, Bela Vista, Capuchinho, Centro, Coité, Eldorado Luís Eduardo Magalhães, Loteamento Bastos e Mamão.

## Economia

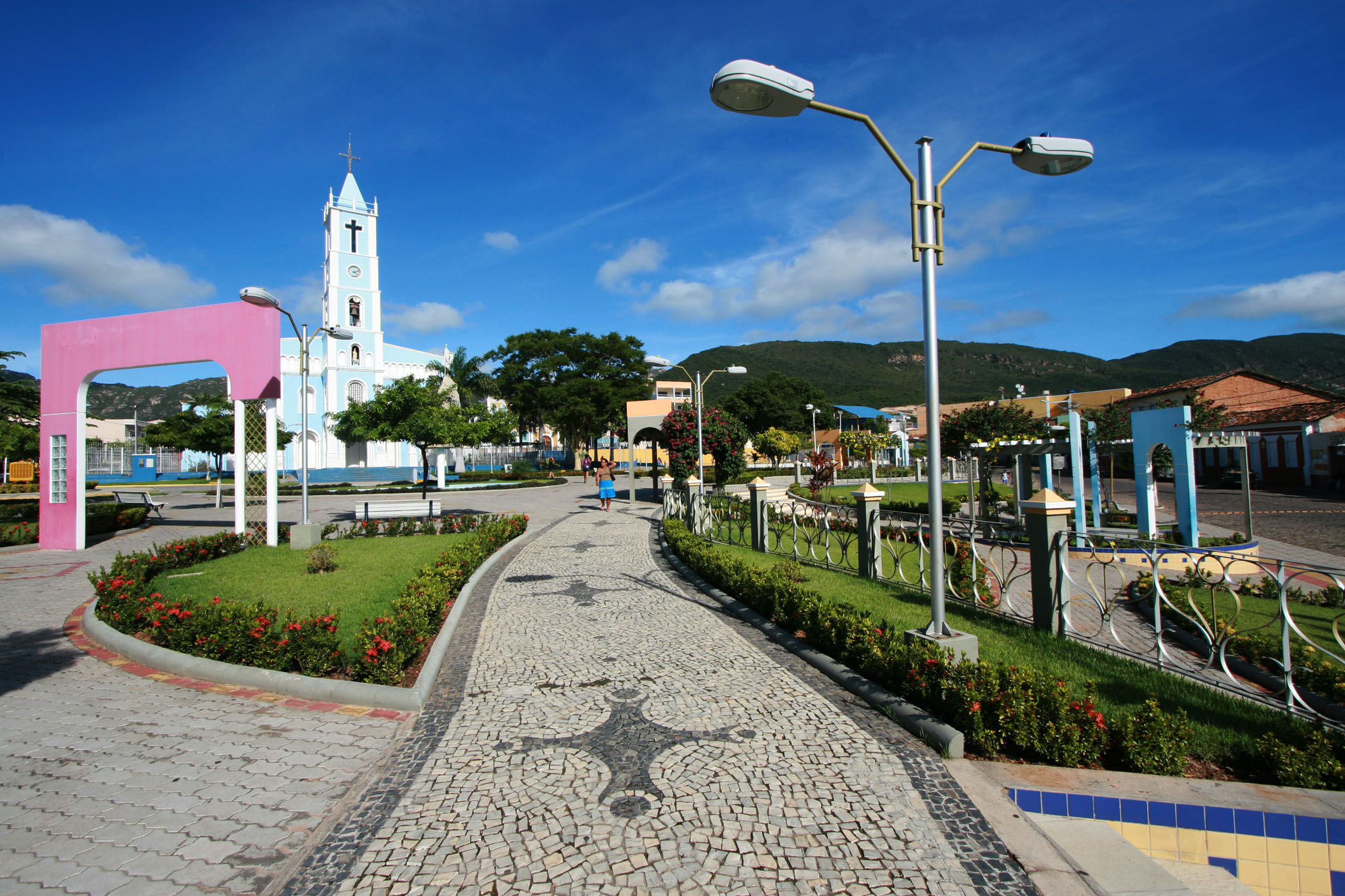
Praça de Macaúbas, em 2011

Em 2013, o Produto Interno Bruto do município de Macaúbas era de R$ 241 936 mil reais, dos quais R$ 89 245 mil do setor terciário; R$ 119 691 mil da administração, saúde e educação e seguridade social; R$ 9 210 mil de impostos sobre produtos líquidos de subsídios a preços correntes; R$ 9 621 mil da indústria e R$ 14 169 mil do setor primário. O PIB per capita é de R$ 4 893,92.
Segundo o IBGE, em 2013 o município possuía um rebanho de 45 000 galináceos (frangos, galinhas, galos e pintinhos), 35 133 bovinos, 2 712 ovinos, 1 939 caprinos, 6 550 suínos e 2800 equinos. Na lavoura temporária de 2014 foram produzidos cana-de-açúcar (6 750 t), mandioca (660 t), feijão (621 t), tomate (600 t), cebola (420), arroz (88 t) e fumo (28 t), e na lavoura permanente coco-da-baía (cinco mil frutos), banana (2 040 t), manga (630 t), maracujá (160 t), laranja (113 t) e café (13 t). Ainda no mesmo ano o município também produziu 1 744 mil litros de leite de 6 030 vacas ordenhadas; duzentos e dezoito mil dúzias de ovos de galinha e 28 000 quilos de mel de abelha.
Em 2010, considerando-se a população municipal com idade igual ou superior a dezoito anos, 54,8% eram economicamente ativas ocupadas, 37,5% inativas e 7,6% ativas desocupadas. Ainda no mesmo ano, levando-se em conta a população ativa ocupada na mesma faixa etária, 27,82% trabalhavam no setor de serviços, 7,79% no comércio, 49,19% na agropecuária, 7,73% na construção civil, 3,37% em indústrias de transformação, 0,51% na indústria extrativa e 0,68% na utilidade pública. Conforme a Estatística do Cadastral de Empresas de 2014, Macaúbas possuía, no ano de 2014, 669 unidades locais, 662 delas atuantes. Salários juntamente com outras remunerações somavam 49 367 mil reais e o salário médio mensal de todo o município era de 1,8 salários mínimos.

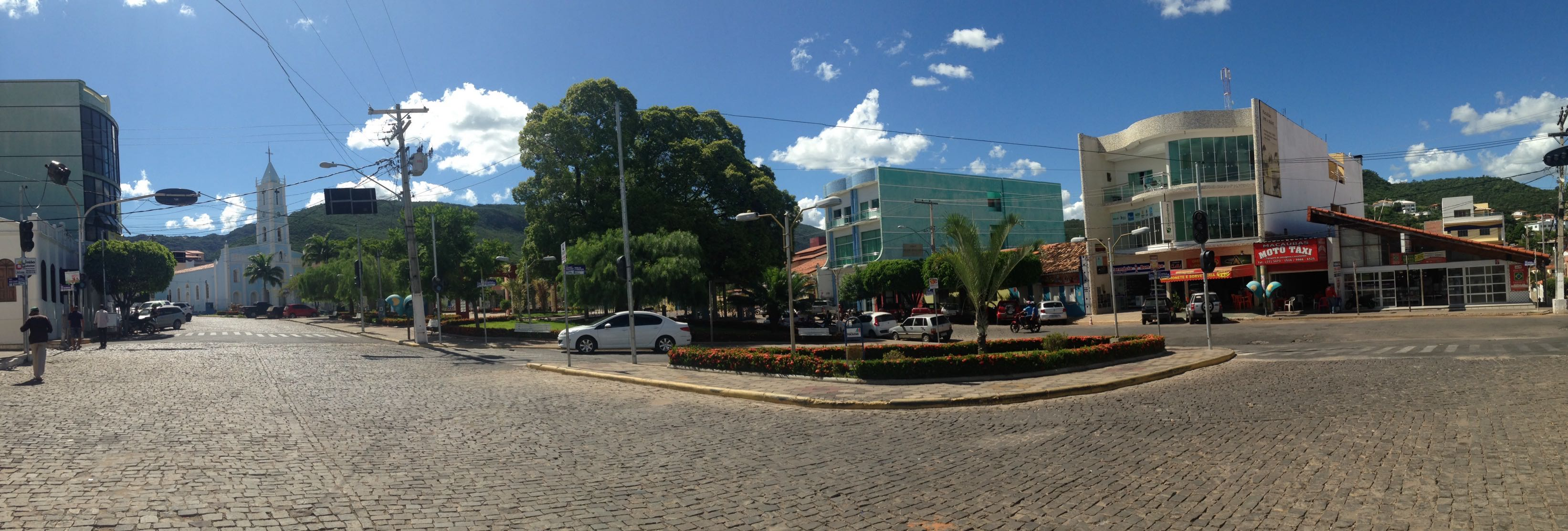
Praça Imaculada Conceição,e igreja matriz na esquerda

## Infraestrutura

### Saúde
A rede de saúde de Macaúbas possuía, em 2009, 28 estabelecimentos, sendo que 22 prestavam atendimento ao Sistema Único de Saúde (SUS) e 6 eram privados, com um total de 44 leitos para internação (todos públicos). Em abril de 2010, a rede profissional de saúde do município era constituída por 65 médicos, 42 auxiliares de enfermagem, 23 técnicos de enfermagem, 17 enfermeiros, 16 cirurgiões-dentistas, 12 farmacêuticos, três psicólogos, dois fisioterapeutas, totalizando 181 profissionais.
No mesmo ano, a expectativa de vida ao nascer era de 72,43 anos, a taxa de mortalidade infantil de 20,6 por mil nascimentos e a taxa de fecundidade de 1,9 filhos por mulher. Segundo dados do Ministério da Saúde, treze casos de AIDS foram registrados em Macaúbas entre 1990 e 2013 e, de 2001 a 2011, foram notificados 681 casos de dengue, setenta e quatro de leishmaniose e um de malária. Em 2014, 95,8% das crianças menores de um ano de idade estavam com a carteira de vacinação em dia e, dentre as crianças menores de dois anos foram pesadas pelo Programa Saúde da Família (PSF), 1,2% estavam desnutridas. Macaúbas faz parte da macrorregional de Saúde Sudoeste da Bahia e da microrregional de Saúde de Brumado, a qual abrange, também, vinte e um municípios da Bahia.

### Educação

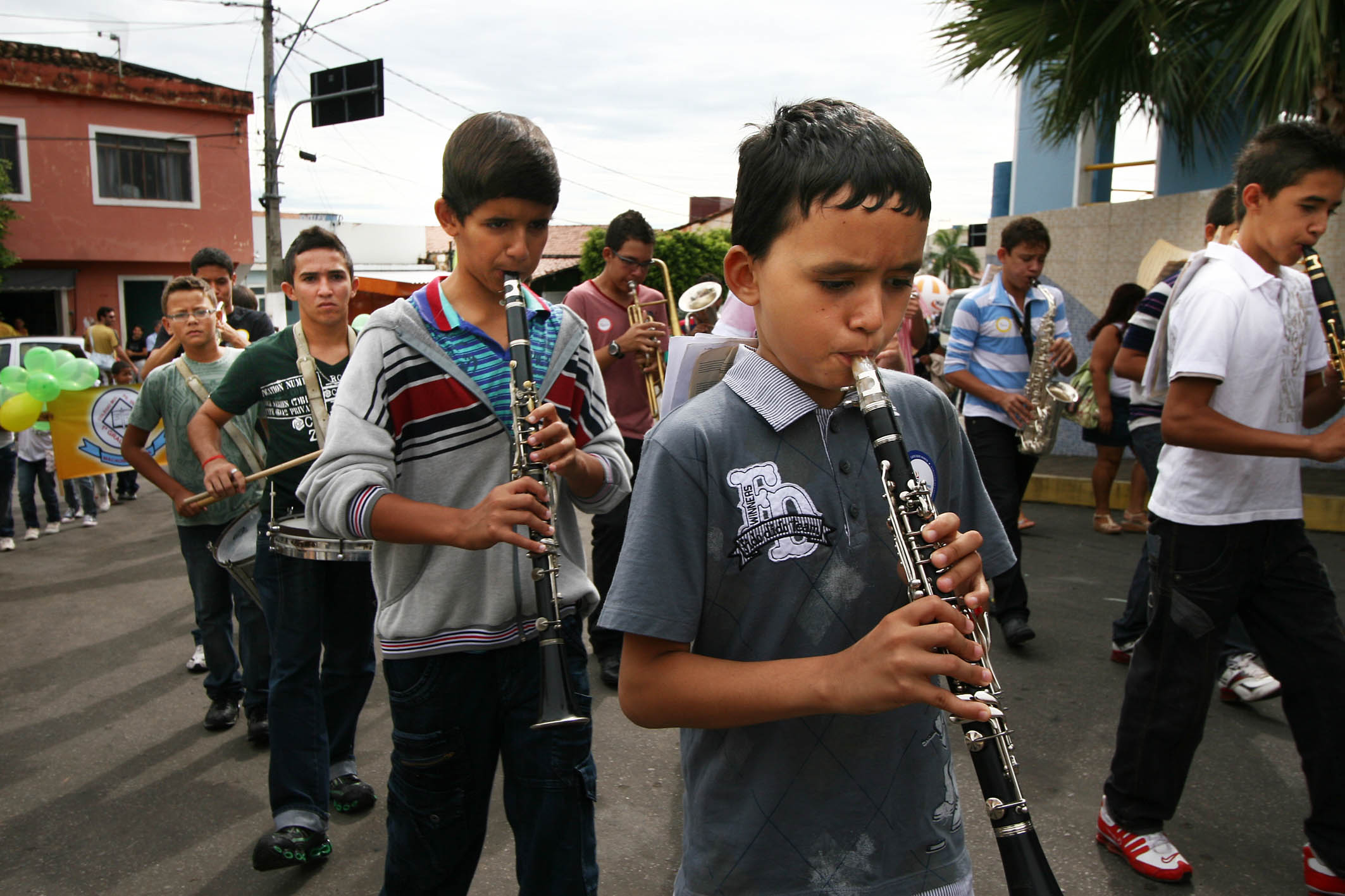
Estudantes músicos durante Caravana do Programa de Erradicação do Trabalho Infantil, em Macaúbas

O fator "educação" do IDH no município atingiu em 2010 a marca de 0,513, ao passo que a taxa de alfabetização da população acima dos dez anos indicada pelo último censo demográfico do mesmo ano foi de 76,0% (75,1% para os homens e 76,8% para as mulheres). As taxas de conclusão dos ensinos fundamental (15 a 17 anos) e médio (18 a 24 anos) era de 54,2% e 34,4%, respectivamente, e o percentual de alfabetização da população entre 15 e 24 anos de 95,9%.
Ainda em 2010, Macaúbas possuía uma expectativa de anos de estudos de 8,62 anos, valor abaixo à média estadual (8,63 anos). O percentual de crianças de cinco a seis anos na escola era de 96,97% e de onze a treze anos cursando o fundamental de 80,60%. Entre os jovens, a proporção na faixa de quinze a dezessete anos com fundamental completo era de 58,43% e de 18 a 20 anos com ensino médio completo de 27,24%. Considerando-se apenas a população com idade maior ou igual a 25 anos, 22,50% tinham ensino fundamental completo, 14,56% o médio completo e 2,06% possuíam superior completo. 34,76% eram analfabetos. Em 2014, a distorção idade-série entre alunos do ensino fundamental, ou seja, com idade superior à recomendada, era de 19,4% para os anos iniciais e 38,9% nos anos finais, sendo essa defasagem no ensino médio de 36,1%.
O município abriga escolas municipais, estaduais e privadas, e abrangem ensino fundamental e médio. Existem polos de ensino superior à distância da Universidade Norte do Paraná (UNOPAR), além da Universidade Aberta do Brasil (UAB). Os alunos são transportados por ônibus e automóveis, sendo esses terceirizados pela prefeitura municipal. Das instituições públicas, destacam-se o Centro Territorial de Educação Profissional da Bacia do Paramirim (CETEP), Colégio Estadual Professor José Batista da Mota, Colégio Conêgo Firmino Soares, Escola Selma Nunes, Escola Selma Nunes Infantil, Escola Padre Durval Soares de Sales, Escola Municipal Professor Flamiano Alves Pimenta, Colégio Casulo, Creche Mercedes Rosa do Santos e Creche Amélio Costa. Dentre as instituições privadas, há o Instituto Social de Educação de Macaúbas (ISEM), o Colégio José Nogueira e a Escola O Sonho de Talita.

### Segurança, violência e criminalidade
Segundo o Mapa da Violência de 2014, com dados relativos a 2012, divulgados pelo Instituto Sangari, dos municípios com mais de vinte mil habitantes, a taxa de homicídios no município foi de 4,2 para cada 100 mil habitantes, ficando na 2542ª posição a nível nacional. O índice de suicídios naquele ano para cada 100 mil habitantes era de 12,5, com dezessete mortes confirmadas entre 2008 a 2012, o 147° a nível nacional. Já em relação à taxa de óbitos por acidentes de trânsito, o índice foi de 18,8 para cada grupo de 100 mil habitantes, o 975° a nível nacional. Existe em Macaúbas a 4ª Companhia Independente de Polícia Militar (4.ª CIPM).

### Habitação, serviços e comunicação
Macaúbas possuía, em 2010, 12 102 domicílios, sendo 4 357 na zona urbana (36,00%) e 7 745 na zona rural (64,00%). Desse total, 10 844 eram próprios (89,61%), dos quais 10 825 já quitados (89,45%) e 19 em processo de aquisição (0,16%); 761 alugados (6,29%) e 472 cedidos (3,90%), sendo 41 por empregador (0,34%) e 431 de outra maneira (0,21%). Outros 25 eram ocupados sob outras condições (0,21%).
O serviço de abastecimento de água é feito pela Serviço Autônomo de Água e Esgoto (SAAE), da prefeitura do município. Em 2010, 10 723 domicílios eram abastecidos pela rede geral (88,61%); 650 através de poços ou nascentes (5,37%); 216 por meio de rio(s), açude(s), lago(s) e/ou igarapé(s) (1,78%); 262 a partir da água da chuva (2,17%), 128 de carro-pipa (1,06%) e 123 de outras maneiras (1,02%). A empresa responsável pelo fornecimento de energia elétrica é a Companhia de Eletricidade do Estado da Bahia (COELBA). A voltagem nominal da rede varia entre 110 e 220 volts. Do total de domicílios, 11 128 tinham eletricidade (91,95%), dos quais 10 834 da companhia distribuidora (89,52%) e 294 de outra(s) fonte(s) (2,43%). O lixo era coletado em 5 066 domicílios (41,86%), 4 843 por meio de serviço de limpeza (40,02%) e 223 por meio de caçambas (1,84%).
O código de área (DDD) de Macaúbas é 077 e o Código de Endereçamento Postal (CEP) é 46500-000. Macaúbas possui duas estações de rádio em modulação em frequência (FM), a comercial Macaúbas FM, e a Tropicália FM, caracterizada por sua radiodifusão comunitária. No dia 19 de janeiro de 2009, o município passou a ser servido pela portabilidade, juntamente com outras localidades de DDDs 31, em Minas Gerais; 42, no Paraná; 79, em Sergipe, além de outros municípios com código 75 e 77, na Bahia. Conforme dados do censo de 2010, 6 017 domicílios tinham somente telefone celular (49,75%), 701 possuíam celular e fixo (5,80%) e 194 apenas telefone fixo (1,60%).

### Transporte

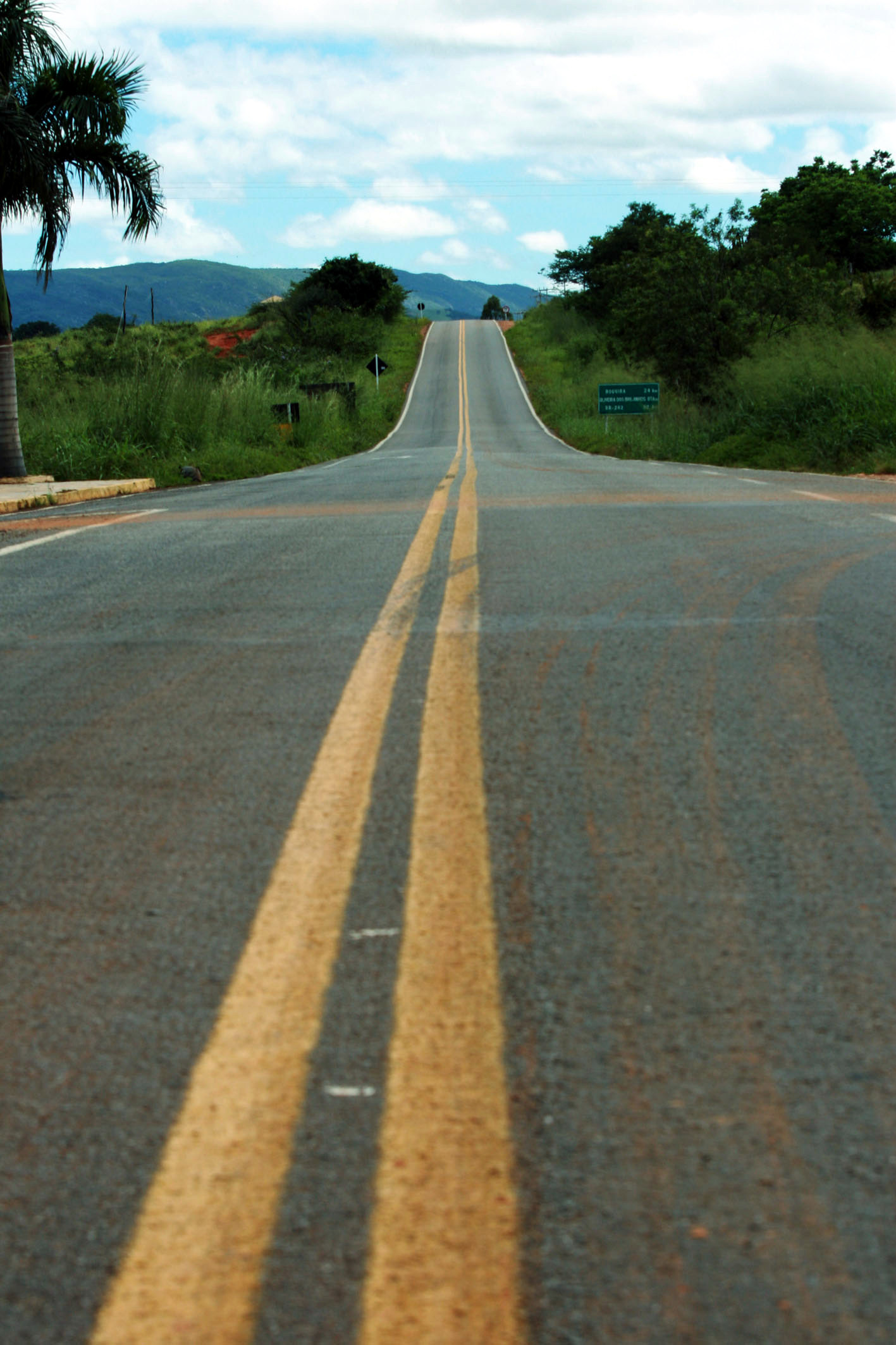
BA-156 em direção à Boquira, no ano de 2011.

A frota municipal no ano de 2015 era de aproximadamente 9 854 veículos, entre automóveis, motocicletas e caminhões. Há ainda transporte público, principalmente dedicado a levar crianças que moram na zona rural para escolas no centro urbano de Macaúbas.
No transporte rodoviário, a cidade possui um terminal rodoviário. É oferecido apenas por três empresas de transporte de passageiros Viação Novo Horizonte, Real Expresso e a Empresa Gontijo de Transportes, com destinos diários para municípios de vários estados. O município está no estado brasileiro com a segunda maior malha rodoviária do país. O município é cortado pela rodovia estadual BA-156, que passa por várias cidades do oeste baiano, como Oliveira dos Brejinhos, Brotas de Macaúbas e Tanque Novo. No entanto, os desgastes na pavimentação são recorrentes.
O Aeroporto de Macaúbas localizado no perímetro urbano da cidade foi inaugurado no ano de 1950, atualmente tem capacidade para comportar aeronaves de pequeno porte.
Macaúbas ainda contém estradas vicinais que ligam a zona urbana do município a fazendas, comunidades e povoados rurais, além de ligar a cidade a outros municípios por vias mais curtas. É o caso da Estrada da Cachoeira, que compõe a principal via vicinal do município. Populações de outros municípios, como Paratinga, utilizam estes trechos como acesso mais curto ao município. A responsabilidade destas vias é da prefeitura municipal das respectivas cidades. Em Macaúbas, a responsabilidade das estradas é da Secretaria de Transportes.

## Cultura

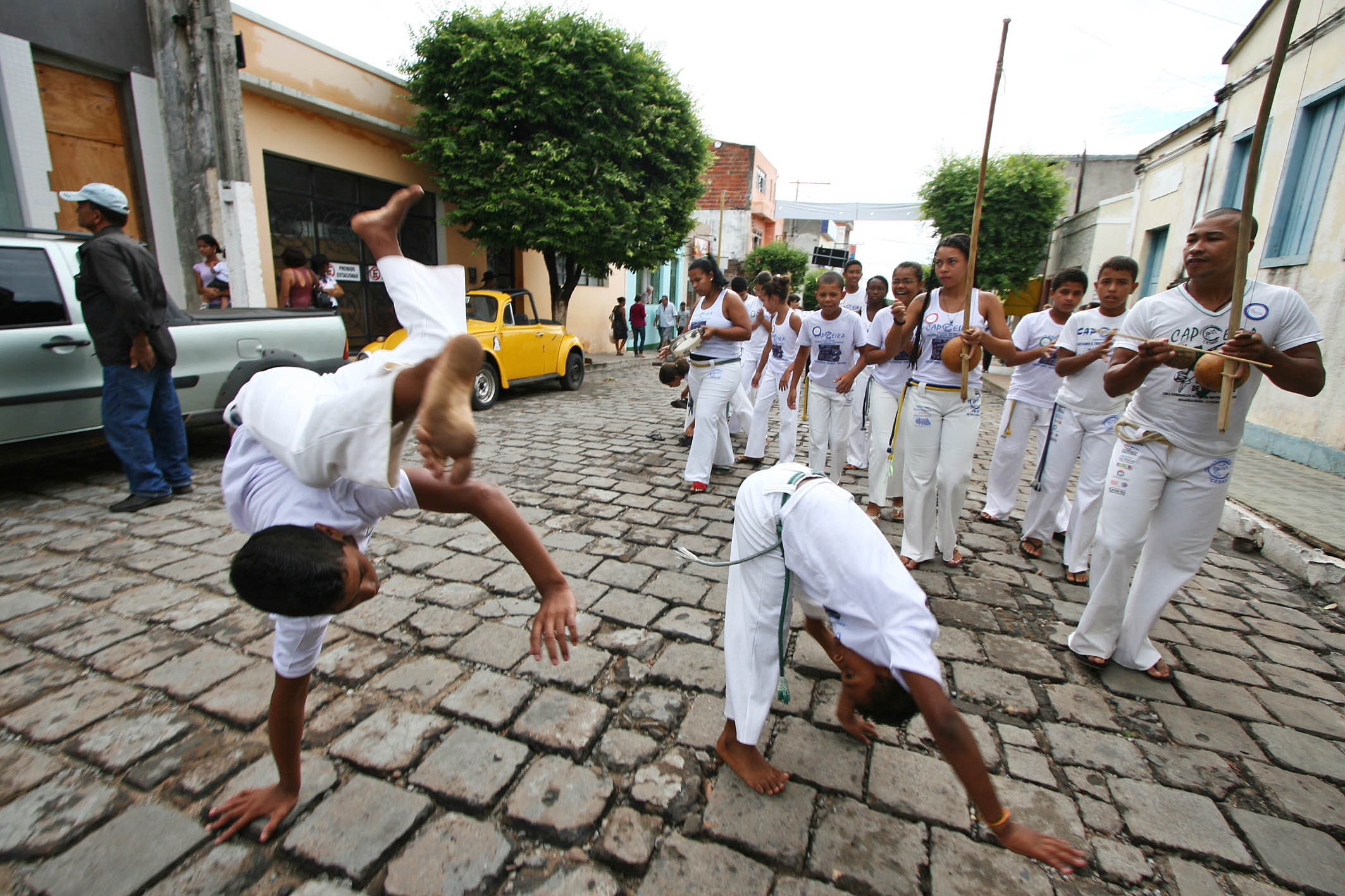
Capoeira em rua de Macaúbas, em 2011

Dentre os eventos culturais da cidade, destacam-se três: um religioso e dois agrícolas. A Festa da Padroeira é a comemoração da padroeira católica da cidade, Nossa Senhora da Imaculada Conceição, comemorado em 8 de dezembro, é também padroeira da Igreja Matriz, e atrai um grande público para a procissão, que ocupa, também, a Praça Matriz, um dos principais locais públicos de Macaúbas. Outros espaços públicos de destaque do município é uma réplica do Cristo Redentor e um cruzeiro, onde turistas podem escalar em uma serra.
A cidade de Macaúbas também recebe edições da Femac & Expoagro. Realizado em quatro dias no mês de setembro, a realização do evento é da Associação Comercial e Industrial de Macaúbas (ACIMAC), com o apoio do SEBRAE e do governo estadual. A programação traz festas, shows, comidas, palestras, feiras de artesanato e agricultura familiar. É o maior evento do gênero em sua região.
A cidade é terra natal de algumas personalidades que obtiveram relevância regional, nacional ou mesmo internacional, como o político Almir Turisco de Araújo, que foi governador do estado de Goiás em 1963 e também deputado estadual e prefeito do município de Anicuns; o futebolista Claudemir de Souza; o cantor e compositor Franco Levine; e o político Robério Nunes. O professor, historiador e folclorista Ático Vilas-Boas da Mota residiu em Macaúbas durante muitos anos.
A seleção do município participa do Campeonato Baiano Intermunicipal de Futebol desde o ano de 2004 e disputa regionais com cidades vizinhas. Macaúbas abriga o Estádio Municipal João de Oliveira Figueiredo, cuja capacidade é para 3 mil espectadores. Há também o Ginásio Poliesportivo Euclides Defensor Menezes, construído em 2008 e que abriga cerca de mil pessoas.

### Festejos Juninos
Macaúbas é eternizada na música do forrozeiro Edgar Mão Branca como "Escola de São João". Sua Festa de São João, que é o maior evento junino da sua região e está entre os maiores do estado, é muito conhecido por suas 'quadrilhas' e tradição cultural de seu povo de acender fogueiras em frente às suas residencias. Durante todo o ano, a cidade se prepara para esta festa, que movimenta uma grande quantidade de dinheiro.
Durante os festejos desta época, a cidade de Macaúbas recebe milhares de visitantes, que são atraídos pelas boas atrações na Praça Imaculada Conceição onde é montada uma enorme estrutura e nas "festas de camisas". Nesses dias é possível conhecer e desfrutar uma enorme variedade de pratos da culinária nordestina, como o bode assado, a buchada, o sarapatel, o feijão de torresmo, a legítima carne do sol do sertão, o feijão verde, o andu, a canjica, a pamonha, os mingaus variados, o baião de dois, dentre outros. A variedade de bebidas típicas dos festejos como os licores caseiros é abundante, e é essencial provar desde os mais tradicionais, como o de jenipapo, maracujá, laranja e gengibre como os mais modernos, de uvas passas.

### Feriados
Em Macaúbas há, além dos feriados nacionais e estaduais e três pontos facultativos, dois feriados municipais, que são: dia do aniversário da cidade (6 de julho) e dia de Nossa Senhora da Conceição (8 de dezembro).